# Boris van Zonneveld

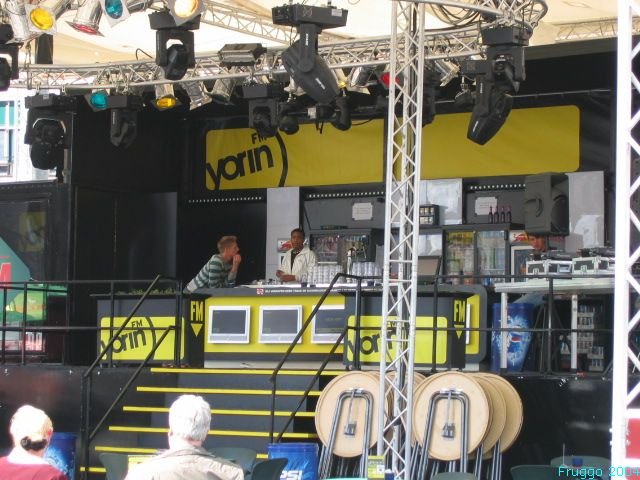
Yorin FM te Groningen

Boris van Zonneveld (1978) is een Nederlands journalist, interviewer, schrijver en communicatiewetenschapper.
Boris van Zonneveld presenteerde dagelijks een radioprogramma op Yorin FM en kwam zo in contact met bekend Nederland. Deze contacten benut hij sinds zijn afstuderen in de Communicatiewetenschap in 2003 aan de Universiteit van Amsterdam. Hij schrijft in tijdschriften, zoals Elsevier Weekblad, Quest, Nieuwe Revu en Panorama over wetenschap en technologie en doet grote interviews met bekende Nederlanders. Inmiddels heeft hij vier boeken op zijn naam staan. Van Zonneveld was ook actief als muziekproducer. Er zijn drie door hem geproduceerde cd-singles uitgebracht bij onder andere Sony Music en CNR Music.
Een half jaar na de invoering van de euro organiseerde Boris van Zonneveld als dj van Fresh FM via een kettingemail de ludieke Eurostaking (1/6/2002) waarop consumenten opgeroepen werden niets uit te geven als protest tegen de prijsstijgingen sinds de invoering van de euro. De actie kreeg meer media-aandacht dan navolging. Zo versloegen het NOS Journaal, het RTL Nieuws, SBS6, RTL5 e.v.a. deze ludieke staking.